# Les Salelles (Lozère)
Pour les articles homonymes, voir Les Salelles.

## Introduction
Les Salelles sont une commune française, située dans l'ouest du département de la Lozère en région Occitanie.
Exposée à un climat de montagne, elle est drainée par le Lot, la Colagne et par divers autres petits cours d'eau. La commune possède un patrimoine naturel remarquable composé de deux zones naturelles d'intérêt écologique, faunistique et floristique.
Les Salelles sont une commune rurale qui compte 166 habitants en 2022, après avoir connu un pic de population de 545 habitants en 1836. Elle fait partie de l'aire d'attraction de Mende. Ses habitants sont appelés les Salellois ou Salelloises.

## Géographie

### Localisation
Les Salelles sont situées sur la rive gauche du Lot, près de la commune de Chanac. Elle fait partie du département de la Lozère et de la région Occitanie. Le village est intégré dans la communauté de commune Aubrac, Lot, Causses et Tarn. La commune la plus proche est Le Villard. Les Salelles regroupent plusieurs espaces géographiques tels que des habitations ou de lieux d'élevage et d'agriculture. (hameaux, fermes) comme l'Arbussel, le Montet, Pontilhac et Chabanes,.

Carte de Cassini. Les différents hameaux des Salelles sont déjà représentés au XVIIIe siècle. Permet de situer les Salelles dans le département de la Lozère.

### Communes limitrophes
Les communes limitrophes sont Saint-Bonnet-de-Chirac, Palhers, Chanac, La Canourgue et Bourgs sur Colagne.
| Bourgs sur Colagne | Saint-Bonnet-de-Chirac | Palhers |
| La Canourgue       | des Salelles           |         |
|                    |                        | Chanac  |

### Typologie
Au 1er janvier 2024, Les Salelles sont catégorisées commune rurale à habitat très dispersé, selon la nouvelle grille communale de densité à sept niveaux définie par l'Insee en 2022.
Elle est située hors unité urbaine. Par ailleurs la commune fait partie de l'aire d'attraction de Mende, dont elle est une commune de la couronne,. Cette aire, qui regroupe 31 communes, est catégorisée dans les aires de moins de 50 000 habitants,.

## Histoire
Entre 1972 et 1977, des fouilles archéologiques ont été réalisées sur le site de Chabannes. Elles ont exhumé une nécropole datant des VIe et VIIe siècles avec, selon les fouilles partielles, 26 corps (8 enfants, 13 adultes et 5 vieillards). Ils ont été enterrés dans des sépultures en coffrage de dalles calcaires avec des dépôts funéraires témoignant d'une vie rurale isolée et assez pauvre (céramique, bracelet, tessons...) et des offrandes alimentaires déposées à l'extérieur, pratique païenne encore persistante à cette période.
En décembre 2003, une crue exceptionnelle du Lot emporte une partie de l'avant bec du pont ainsi que de la chaussée. Le pont a été réparé. Le village a du faire face à de nombreux épisodes d'inondations au cours de son histoire. On en recense depuis le XVIIIe siècle. Ces dernières peuvent recouvrir d'eau une partie du village et bloquer l'accès par le pont.

### Toponymie
« Les Salelles » est un nom que l'on retrouve à plusieurs endroits dans le sud de la France. Il y a plusieurs communes portant ce nom-là, ou des dérivés proches. L'origine du mot remonte au Moyen Âge et fait référence aux fortifications. En effet, le nom de ces communes est construit sur le terme "sala" qui fait à la fois référence à la salle de réception mais aussi aux fortifications d'une maison. Cette étymologie correspond au village des Salelles en Lozère puisque nous savons que ce dernier a possédé des fortifications au cours de son histoire,.

## Environnement

### Milieux naturels et biodiversité
L’inventaire des zones naturelles d'intérêt écologique, faunistique et floristique (ZNIEFF) a pour objectif de réaliser une couverture des zones les plus intéressantes sur le plan écologique, essentiellement dans la perspective d’améliorer la connaissance du patrimoine naturel national et de fournir aux différents décideurs un outil d’aide à la prise en compte de l’environnement dans l’aménagement du territoire. Une ZNIEFF de type 1 est recensée sur la commune: la «vallée du Lot à Chanac» (83 ha), couvrant 2 communes du département et une ZNIEFF de type 2,: les «causses de Marvejols et de Mende» (18 190 ha), couvrant 24 communes du département.

Cartes des ZNIEFF de type 1 et 2 aux Salelles.
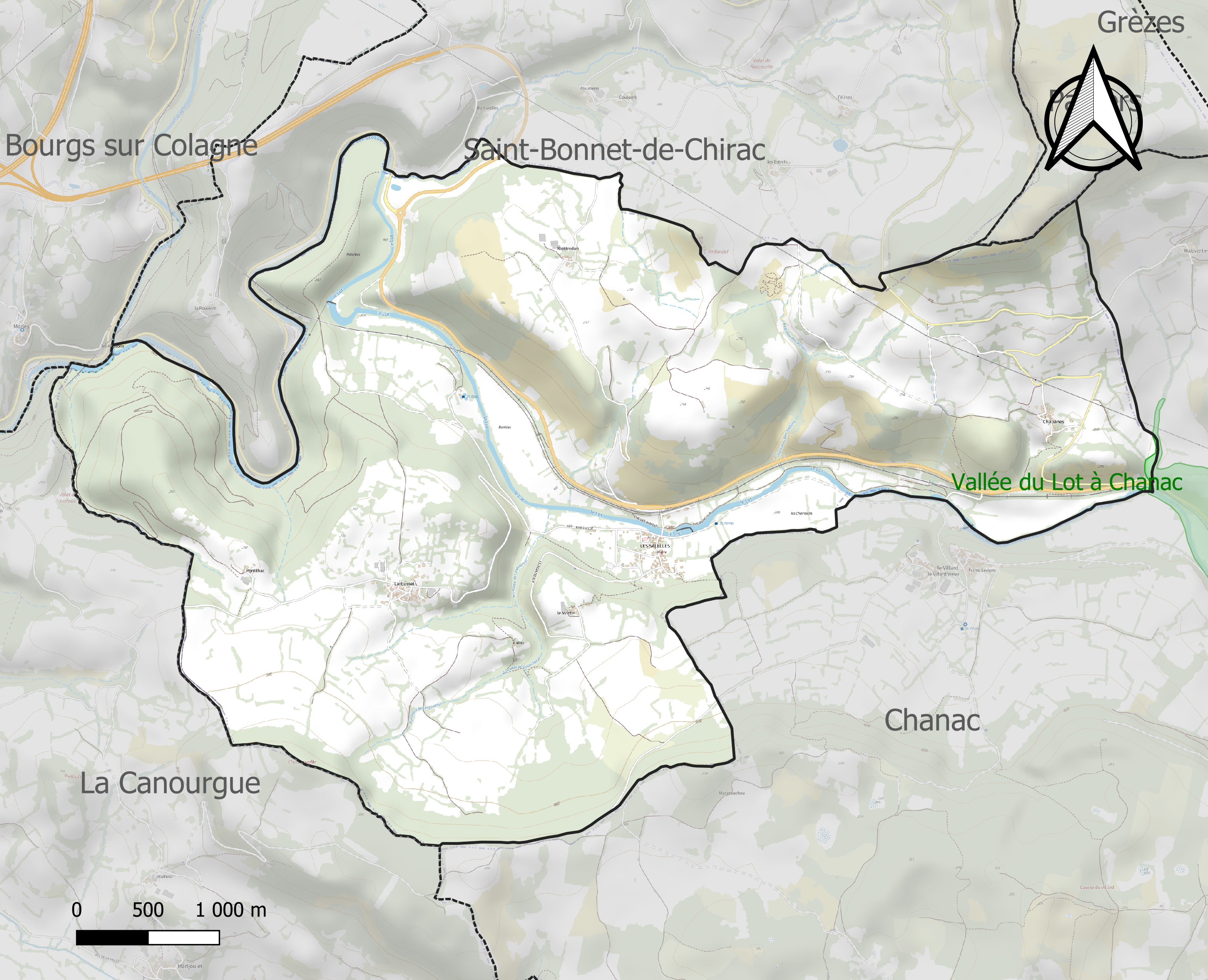
Carte de la ZNIEFF de type 1 sur la commune.
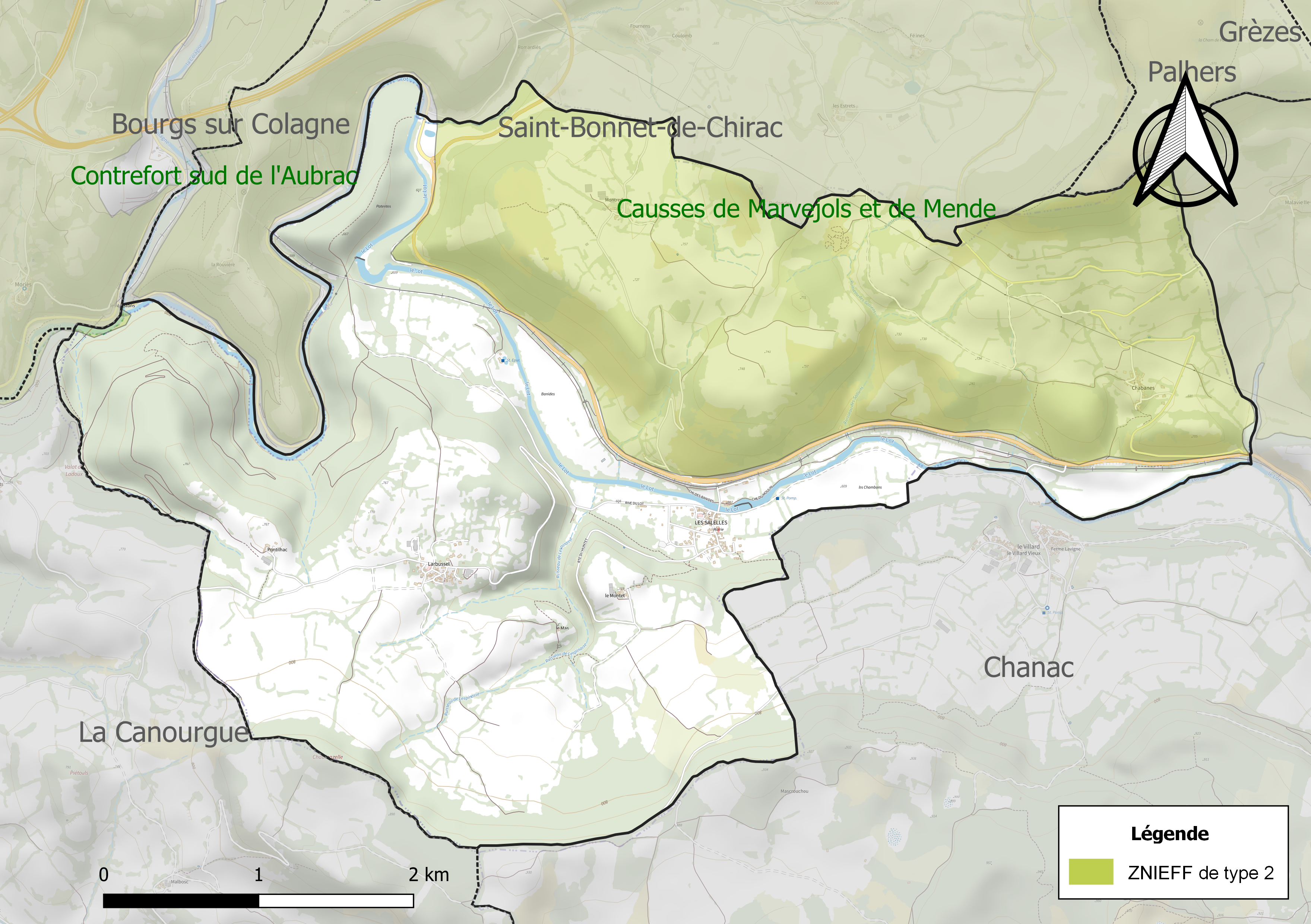
Carte de la ZNIEFF de type 2 sur la commune.

### Occupation des sols
L'occupation des sols de la commune, telle qu'elle ressort de la base de données européenne d’occupation biophysique des sols Corine Land Cover (CLC), est marquée par l'importance des territoires agricoles (50,2 % en 2018), une proportion identique à celle de 1990 (50,2 %). La répartition détaillée en 2018 est la suivante: 
zones agricoles hétérogènes (30,3 %), forêts (28,7 %), milieux à végétation arbustive et/ou herbacée (21,1 %), prairies (19,9 %). L'évolution de l’occupation des sols de la commune et de ses infrastructures peut être observée sur les différentes représentations cartographiques du territoire : la carte de Cassini (XVIIIe siècle), la carte d'état-major (1820-1866) et les cartes ou photos aériennes de l'IGN pour la période actuelle (1950 à aujourd'hui).

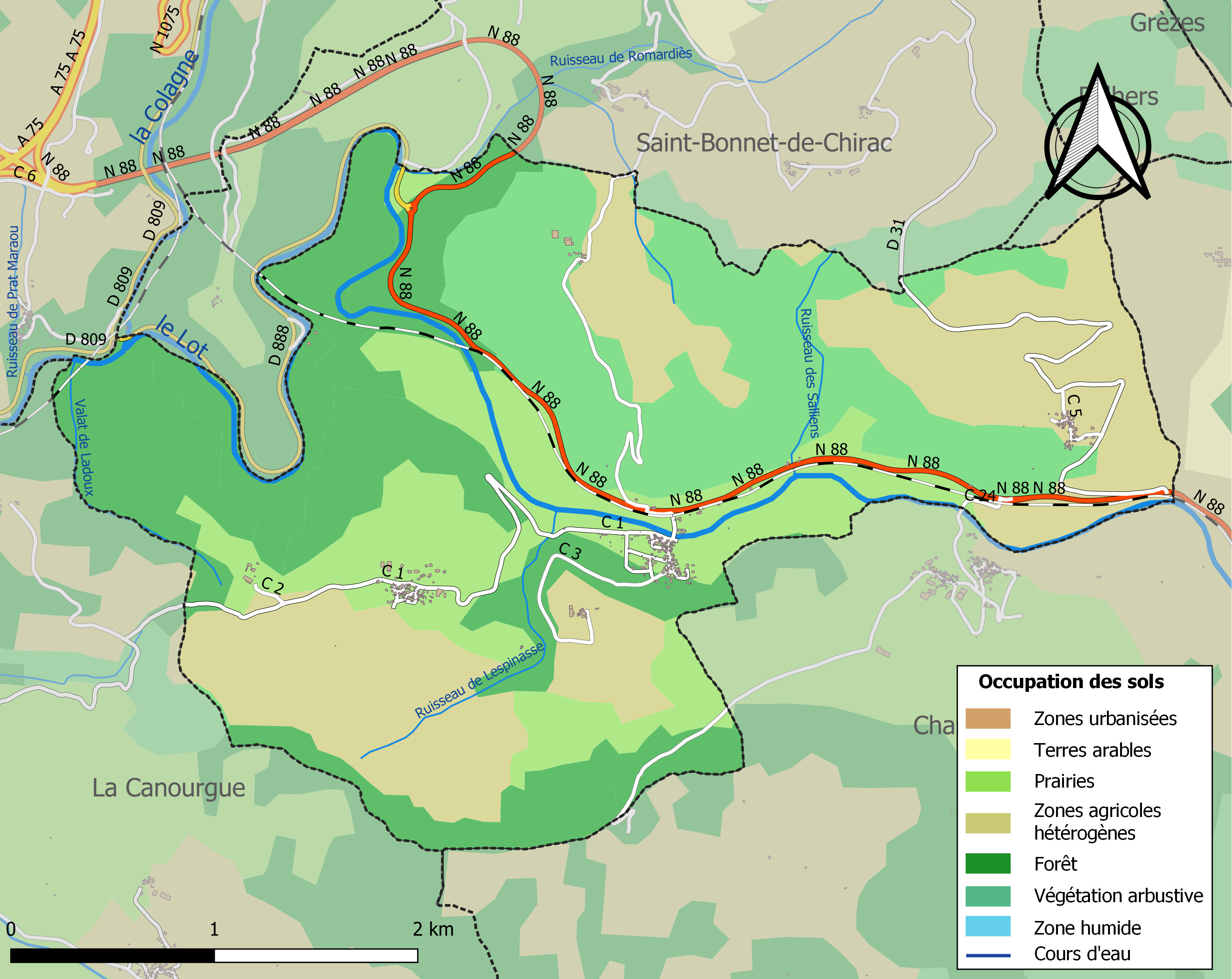
Carte des infrastructures et de l'occupation des sols de la commune en 2018 (CLC).

### Risques majeurs
Le territoire de la commune des Salelles est vulnérable à différents aléas naturels (4 principaux):
- météorologiques (tempête, orage, neige, grand froid, canicule ou sécheresse)
- inondations
- feux de forêts
- mouvements de terrains et séisme (sismicité faible)

Il est également exposé à deux risques technologiques, le transport de matières dangereuses et la rupture d'un barrage, et à un risque particulier: le risque de radon. Un site publié par le BRGM permet d'évaluer simplement et rapidement les risques d'un bien localisé soit par son adresse soit par le numéro de sa parcelle.

### Risques naturels
La commune fait partie du territoire à risques importants d'inondation (TRI) de Mende-Marvejols, regroupant 17 communes concernées par un risque de débordement du Lot et de la Colagne ainsi que de certains de leurs affluents, un des 18 TRI qui ont été arrêtés fin 2012 sur le bassin Adour-Garonne. Les événements antérieurs à 2014 les plus significatifs sont les crues du 5 novembre 1994, une crue cévenole de référence (3,95 m mesurés à Mende), et des 4 et 5 décembre 2003, une crue méditerranéenne (3,80 m mesurés à Mende). Des cartes des surfaces inondables ont été établies pour trois scénarios: fréquent (crue de temps de retour de 10 ans à 30 ans), moyen (temps de retour de 100 ans à 300 ans) et extrême (temps de retour de l'ordre de 1 000 ans, qui met en défaut tout système de protection). La commune a été reconnue en état de catastrophe naturelle au titre des dommages causés par les inondations et coulées de boue survenues en 1982, 1994, 2003, 2019 et 2020,.
Les Salelles sont exposées au risque de feu de forêt. Un plan départemental de protection des forêts contre les incendies (PDPFCI) a été approuvé en décembre 2014 pour la période 2014-2023. Les mesures individuelles de prévention contre les incendies sont précisées par divers arrêtés préfectoraux et s’appliquent dans les zones exposées aux incendies de forêt et à moins de 200 mètres de celles-ci. L’arrêté du 23 mars 2018, complété par un arrêté de 2020, réglemente l'emploi du feu en interdisant notamment d’apporter du feu, de fumer et de jeter des mégots de cigarette dans les espaces sensibles et sur les voies qui les traversent sous peine de sanctions. L'arrêté du 23 août 2021, abrogeant un arrêté de 2002, rend le débroussaillement obligatoire, incombant au propriétaire ou ayant droit,,.

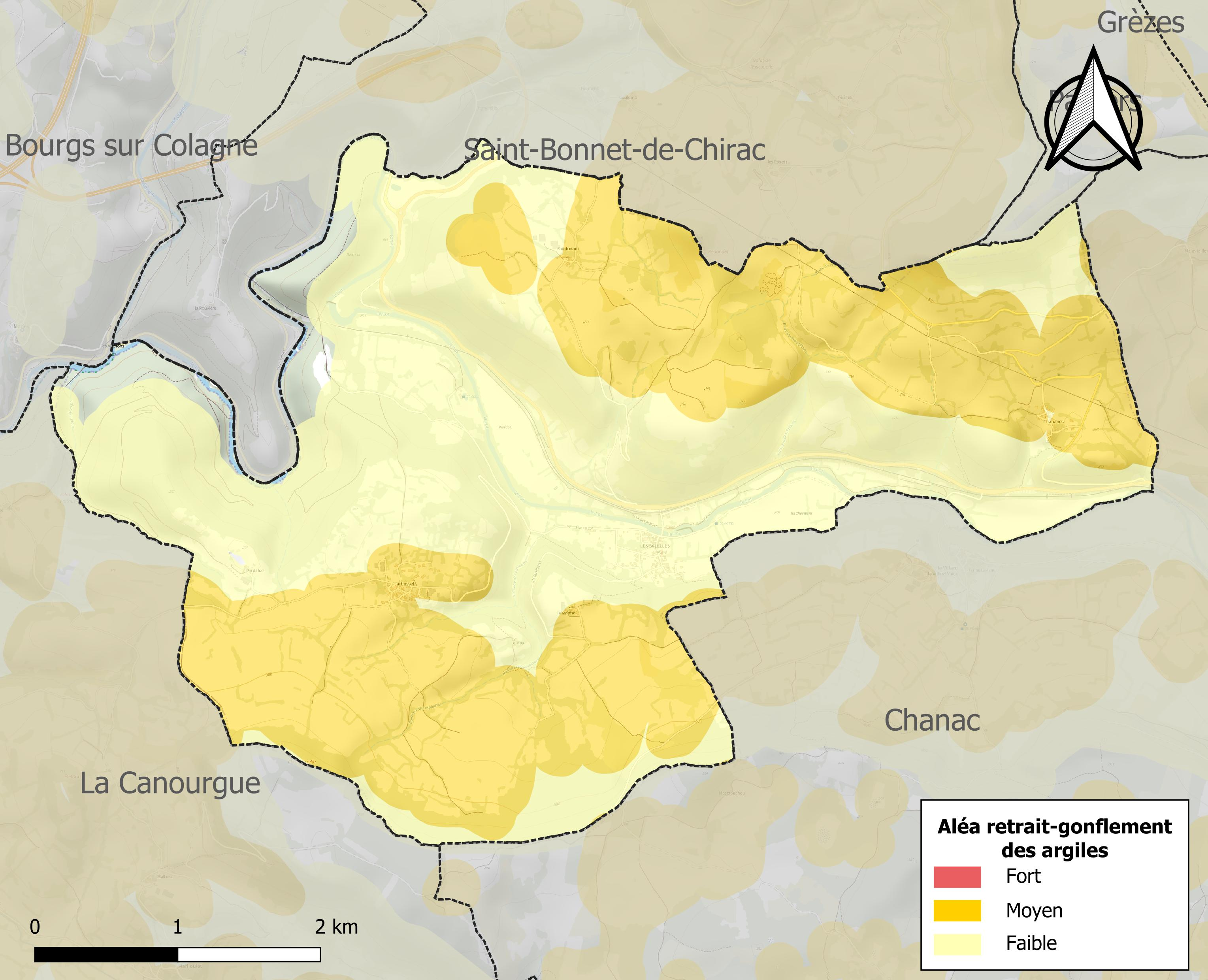
Carte des zones d'aléa retrait-gonflement des sols argileux des Salelles.

Les mouvements de terrains susceptibles de se produire sur la commune sont des affaissements et effondrements liés aux cavités souterraines (hors mines), des éboulements, chutes de pierres et de blocs, des glissements de terrain et des tassements différentiels. Par ailleurs, afin de mieux appréhender le risque d’affaissement de terrain, l'inventaire national des cavités souterraines permet de localiser celles situées sur la commune.
Le retrait-gonflement des sols argileux est susceptible d'engendrer des dommages importants aux bâtiments en cas d’alternance de périodes de sécheresse et de pluie. 44 % de la superficie communale est en aléa moyen ou fort (15,8 % au niveau départemental et 48,5 % au niveau national). Sur les 170 bâtiments dénombrés sur la commune en 2019, 62 sont en aléa moyen ou fort, soit 36 %, à comparer aux 14 % au niveau départemental et 54 % au niveau national. Une cartographie de l'exposition du territoire national au retrait gonflement des sols argileux est disponible sur le site du BRGM,.
Par ailleurs, afin de mieux appréhender le risque d’affaissement de terrain, l'inventaire national des cavités souterraines permet de localiser celles situées sur la commune.

### Risques technologiques
Le risque de transport de matières dangereuses sur la commune est lié à sa traversée par des infrastructures routières ou ferroviaires importantes ou la présence d'une canalisation de transport d'hydrocarbures. Un accident se produisant sur de telles infrastructures est susceptible d’avoir des effets graves sur les biens, les personnes ou l'environnement, selon la nature du matériau transporté. Des dispositions d’urbanisme peuvent être préconisées en conséquence.
La commune est en outre située en aval du barrage du Charpal, un ouvrage de classe B. À ce titre elle est susceptible d’être touchée par l’onde de submersion consécutive à la rupture d'un de ces ouvrages.

### Risque particulier
Dans plusieurs parties du territoire national, le radon, accumulé dans certains logements ou autres locaux, peut constituer une source significative d’exposition de la population aux rayonnements ionisants. Certaines communes du département sont concernées par le risque radon à un niveau plus ou moins élevé. Selon la classification de 2018, la commune des Salelles est classée en zone 3, à savoir zone à potentiel radon significatif.

## Politique et administration
| Période | Période | Identité               | Étiquette | Qualité |
| ------- | ------- | ---------------------- | --------- | ------- |
| 1802    | 1824    | Etienne Raynal         |           |         |
| 1824    | 1845    | Frézal Raynal          |           |         |
| 1845    | 1850    | Régis Grousset         |           |         |
| 1852    | 1855    | Jean Baptiste Jouve    |           |         |
| 1855    | 1862    | Jean François Grousset |           |         |
| 1862    | 1872    | Etienne Agulhon        |           |         |
| 1872    | 1896    | Jules Fournier         |           |         |
| 1896    | 1925    | Hilarion Deltour       |           |         |
| 1925    | 1942    | Ernest Bonenfant       |           |         |
| 1942    | 1951    | Jules Contastin        |           |         |
| 1951    | 1962    | Léon Vazeilles         |           |         |
| 1962    | 1977    | Étienne Bessière       |           |         |
| 1977    | 1979    | Maurice Bonna          |           |         |
| 1979    | 1989    | Henri Contastin        |           |         |
| 1989    | 2001    | Alain Cette            |           |         |
| 2001    | 2013    | Denis Virebayre        |           |         |
| 2013    | 2026    | Suzanne Badaroux       |           |         |

## Population et société

### Démographie
L'évolution du nombre d'habitants est connue à travers les recensements de la population effectués dans la commune depuis 1793. Pour les communes de moins de 10 000 habitants, une enquête de recensement portant sur toute la population est réalisée tous les cinq ans, les populations de référence des années intermédiaires étant quant à elles estimées par interpolation ou extrapolation. Pour la commune, le premier recensement exhaustif entrant dans le cadre du nouveau dispositif a été réalisé en 2005.

En 2022, la commune comptait 166 habitants, en stagnation par rapport à 2016 (Lozère : +0,11 %, France hors Mayotte : +2,11 %).
| 1793 | 1800 | 1806 | 1821 | 1831 | 1836 | 1841 | 1846 | 1851 |
| ---- | ---- | ---- | ---- | ---- | ---- | ---- | ---- | ---- |
| 512  | 370  | 537  | 530  | 485  | 545  | 520  | 510  | 450  |

| 1856 | 1861 | 1866 | 1872 | 1876 | 1881 | 1886 | 1891 | 1896 |
| ---- | ---- | ---- | ---- | ---- | ---- | ---- | ---- | ---- |
| 432  | 425  | 416  | 432  | 487  | 502  | 446  | 417  | 420  |

| 1901 | 1906 | 1911 | 1921 | 1926 | 1931 | 1936 | 1946 | 1954 |
| ---- | ---- | ---- | ---- | ---- | ---- | ---- | ---- | ---- |
| 406  | 400  | 394  | 256  | 257  | 246  | 239  | 223  | 189  |

| 1962 | 1968 | 1975 | 1982 | 1990 | 1999 | 2005 | 2006 | 2010 |
| ---- | ---- | ---- | ---- | ---- | ---- | ---- | ---- | ---- |
| 183  | 149  | 118  | 90   | 99   | 118  | 146  | 148  | 150  |

| 2015 | 2020 | 2022 | - | - | - | - | - | - |
| ---- | ---- | ---- | - | - | - | - | - | - |
| 167  | 166  | 166  | - | - | - | - | - | - |

### Manifestations culturelles et festivités
- Fête du village le 14 juillet
- Fête du village le 15 août[36]
- Fête du pain en automne[37]

### Sports et loisirs
Il n'existe pas de clubs de sports ou de loisirs organisés sur la commune des Salelles. Toutefois, la commune dispose de deux terrains de pétanque sur une grande esplanade. Du fait de sa localisation, de nombreuses randonnées sont possibles sur les différents causses. La région des Grands Causses en Lozère et en Aveyron est classée au patrimoine mondial de l'UNESCO.

### Vie associative
- Comité de fêtes des Salelles[39]
- Société de chasse des Salelles[39]

### Médias
- Site web officiel de la mairie[40]

## Économie

### Revenus
En 2018, la commune compte 74 ménages fiscaux, regroupant 166 personnes. La médiane du revenu disponible par unité de consommation est de 20 110 € (20 420 € dans le département).

### Emploi
|                | 2008  | 2013   | 2018  |
| -------------- | ----- | ------ | ----- |
| Commune        | 6,5 % | 10,6 % | 7,7 % |
| Département    | 5 %   | 6,4 %  | 7,1 % |
| France entière | 8,3 % | 10 %   | 10 %  |

En 2018, la population âgée de 15 à 64 ans s'élève à 103 personnes, parmi lesquelles on compte 79,8 % d'actifs (72,1 % ayant un emploi et 7,7 % de chômeurs) et 20,2 % d'inactifs,. Depuis 2008, le taux de chômage communal (au sens du recensement) des 15-64 ans est supérieur à celui du département, mais inférieur à celui de la France.
La commune fait partie de la couronne de l'aire d'attraction de Mende, du fait qu'au moins 15 % des actifs travaillent dans le pôle,. Elle compte 9 emplois en 2018, contre 16 en 2013 et 14 en 2008. Le nombre d'actifs ayant un emploi résidant dans la commune est de 76, soit un indicateur de concentration d'emploi de 11,8 % et un taux d'activité parmi les 15 ans ou plus de 63,6 %.
Sur ces 76 actifs de 15 ans ou plus ayant un emploi, 9 travaillent dans la commune, soit 12 % des habitants. Pour se rendre au travail, 92,1  % des habitants utilisent un véhicule personnel ou de fonction à quatre roues, 1,3 % les transports en commun, 2,6 % s'y rendent en deux-roues, à vélo ou à pied et 3,9 % n'ont pas besoin de transport (travail au domicile).

## Culture locale et patrimoine

### Lieux et monuments
- Église Notre-Dame-de-Bon-Secours des Salelles datant du XIVe siècle. L'édifice est référencé dans la base Mérimée et à l'Inventaire général Région Occitanie[41]. Elle dépend du canton de Chanac. Les premières traces de sa construction remontent au XIIe siècle. En effet, l'église est à l'origine construite pour le monastère Saint-Sauveur-de-Chirac et est considéré comme une église paroissiale en 1155. La construction et l'aménagement de l'édifice s'est fait au fil des siècles[42],[43].
- Église orthodoxe serbe Saint-Vincent-de-Lérins-et-Saint-Guilhem-du-Désert de Larbussel du Monastère serbe Saint-Nectaire-Saint-Patapios[44]
- Monument aux morts. Situé sur la place de l'église. Il recense tous les soldats de la commune morts lors de la Première et de la Seconde guerre mondiale mais aussi la guerre d'Algérie. Le monument prend la forme d'un obélisque avec une croix patée (symbole religieux) et une croix de guerre sur la partie basse. Il est également entouré par 4 obus rapellant la Grande Guerre[45],[46].

### Tourisme
- Ferme auberge du Montet. Sur la commune des Salelles : restauration, ferme, auberge. Sur le causse de Sauveterre[47],[48]. Tradition locale : restauration traditionnelle.
- Zackary Tipis : hébergement et chambres d'hôtes en tipis. Situé à côté de l'auberge du Montet[49].